# Yoshihiro Akiyama
Pour les articles homonymes, voir Akiyama.
Yoshihiro Akiyama (秋山 成勲, Akiyama Yoshihiro) est un judoka médaillé reconverti dans les arts martiaux mixtes (MMA) dans lequel il devint le champion du K-1 Hero's en 2006, dans la catégorie des lourds-légers. Issu d'une famille d'origine coréenne, il représente la quatrième génération née sur le sol japonais. Cela lui permit d'obtenir la nationalité japonaise une fois arrivé à l'âge adulte.

## Carrière en judo
Avant de se reconvertir dans le MMA, Akiyama fut médaillé en judo.

### Jeux Asiatiques de 2002
Représentant le Japon, Akiyama remporta la médaille d'or aux Jeux Asiatiques de 2002, en battant le sud-coréen Ahn Dong-Jin en finale.

### La controverse des championnats du monde 2003 de judo
Akiyama l'emporta contre trois adversaires : un Français, un Mongol et un Turc avant d'atteindre les demi-finales des moins de 81 kg. Toutefois, ses trois adversaires affirmèrent qu'Akiyama utilisait un judogi glissant. Utilisant une veste de remplacement, Akiyama perdit les deux matchs suivants (la demi-finale et le match pour la troisième place), pour échouer au pied du podium.
Juan Carlos Barcos, directeur de l'arbitrage de la Fédération Internationale de Judo, déclara par la suite qu'un examen du vêtement permettait d'établir que la texture glissante était causée par la forte humidité présente à Osaka, et par le détergent utilisé pour nettoyer la tenue. Barcos déclara : "À aucun moment, nous n'avons émis le moindre doute concernant le fair-play dans cette affaire. Nous sommes intimement persuadés que Mr Akiyama est irréprochable, puisqu'il changea sa veste selon la requête du jury".
Akiyama avait déjà été accusé d'utiliser une tenue rendue glissante par le précédent champion olympique Kenzo Nakamura lorsqu'ils combattirent lors des qualificatifs pour les championnats du monde de 2002.

## Parcours en arts martiaux mixtes

### K-1 Hero's
Akiyama fait ses débuts dans le MMA lors du K-1 Dynamite event 2004, le 31 décembre. Il bat le boxeur François Botha par une clé de bras dans le premier round. Sa seule défaite a lieu lors de son deuxième match, contre Jérôme LeBanner, qui le met KO avec un coup de genou, lors du K-1 Hero's event 2005, le 26 mars. Il possède des victoires notables face à des adversaires tels que Tokimitsu Ishizawa, Taiei Kin, Kestutis Smirnovas et Melvin Manhoef. Akiyama battit Melvin Manhoef lors du K-1 Hero's Grand Prix Final 2006, dans la catégorie des lourds-légers, remportant ainsi la ceinture de champion.
Akiyama affrontera ensuite Kazushi Sakuraba dans le combat de la soirée du K-1 Premium Dynamite 2006. Pendant le match, Sakuraba s'adressa à l'arbitre, en disant : "[Akiyama] est glissant !" Dans un premier temps, on déclare Akiyama vainqueur par arrêt de l'arbitre. Cela créa une controverse parmi les fans japonais de MMA, qui soutenaient que Akiyama avait utilisé un produit huileux ou lubrifiant, interdit selon les règles du K-1.
À ce stade, Akiyama répondit aux interrogations concernant l'utilisation éventuelle d'huile en ces termes : "Je n'ai aucune idée de la raison pour laquelle Sakuraba a perçu mon corps particulièrement glissant. Cela est peut-être dû à la sueur, puisque je transpire toujours beaucoup, et que la transpiration ruisselle sur mon corps."
Le 11 janvier, Akiyama et le FEG (Fighting & Entertainment Group) tinrent une conférence de presse au cours de laquelle Akiyama avoua avoir utilisé de la crème Olay avant le match. Un reportage d'avant-match montra aussi Akiyama s'enduisant le corps de lotion dans les vestiaires. En conséquence, Akiyama fut disqualifié et ses gains restitués. Akiyama fut exclu pour une durée indéterminée des compétitions Hero's six jours plus tard. Le mécontentement du public envers Akiyama ne cessa pas pour autant,  et Nike fut submergé de plaintes lorsque Akiyama fit une apparition dans un spot publicitaire au Japon. Bien qu'il ait admis avoir appliqué de la crème sur sa peau, il prétendit ne pas avoir agi de la sorte dans le but d'obtenir un avantage déloyal, mais à la seule fin de traiter sa peau trop sèche. Le combat contre Sakuraba se résolut finalement par un "no contest". 
La suspension de Akiyama par la FEG fut par la suite levée ; la FEG annonça que Akiyama devrait revenir au K-1 Hero's à Séoul, le 28 octobre 2007. Son adversaire fut Denis Kang, précédent finaliste du Pride Bushido Grand Prix 2006, et faisant ses débuts au Hero's. Bien qu'il fût pronostiqué perdant, Akiyama battit Kang par KO à la première reprise.

### Le combat à Yarennoka!
Le 31 décembre 2007, Akiyama rencontre Kazua Misaki à Yarennoka ! , à Tokyo. Les règles du combat établissaient que les frappes à la tête d'un adversaire au sol étaient interdites. Assez tard dans la première reprise, Misaki envoie Akiyama au sol par un crochet du gauche, et alors que Akiyama tente de se relever, Misaki se précipite pour lui asséner une frappe du pied, mettant son adversaire KO. Misaki sera dans un premier temps déclaré vainqueur, mais Akiyama soutint qu'au moins une de ses mains se trouvait encore au sol au moment de la frappe, ce qui entrait en contradiction avec les règles du Yarennoka ! . Après avoir visionné le KO, le comité exécutif du Yarennoka ! s'accorda avec les dires de Akiyama ; le résultat final fut modifié en un "no contest".
Le 24 février 2009, et à la surprise générale, Akiyama a officiellement signé avec l'UFC.

## Palmarès en judo
(juillet 2015).
- All-Japan Collegiate Separate Weight Divisions : 2e Place 1996
- All-Japan Industry Judo Singles 81 kg : Champion 2001
- Kodokan Cup Japan Judo Championship 81 kg : Champion 2001
- Tournoi international du Japon de judo 81 kg : Champion 2002
- Tournoi international de Paris de judo 81 kg : Champion 2002
- Les jeux de Judo Asiatiques 81 kg : Champion 2002
- All-Japan Invitational Judo Championship 81 kg : Champion 2003
- World Judo Championship 81 kg : 2003

## Palmarès en arts martiaux mixtes
| Résultat      | Adversaire         | Méthode                            | Évènement                               | Date     | Round | Temps |
| ------------- | ------------------ | ---------------------------------- | --------------------------------------- | -------- | ----- | ----- |
| Victoire      | Amir Sadollah      | Décision Unanime                   | UFC Fight Night: Hunt vs. Nelson        | 20/09/14 | 3     | 5:00  |
| Défaite       | Jake Shields       | Décision Unanime                   | UFC 144: Edgar vs Henderson             | 26/02/12 | 3     | 5:00  |
| Défaite       | Vitor Belfort      | KO (Punches)                       | UFC 133: Evans vs Ortiz                 | 08/06/11 | 1     | 1:52  |
| Défaite       | Michael Bisping    | Décision Unanime                   | UFC 120: Bisping vs Akiyama             | 10/16/10 | 3     | 5:00  |
| Défaite       | Chris Leben        | Soumission (Triangle Choke)        | UFC 116: Lesnar vs Carwin               | 07/03/10 | 3     | 4:40  |
| Victoire      | Alan Belcher       | Décision Partagée                  | UFC 100                                 | 07/11/09 | 3     | 5:00  |
| Victoire      | Masanori Tonooka   | Soumission (Armbar)                | Dream 6: Middleweight Grand-Prix Finals | 09/23/08 | 1     | 5:00  |
| Victoire      | Katsuyori Shibata  | Soumission (Gi Choke)              | Dream 5: Lightweight Grand-Prix Finals  | 07/21/08 | 1     | 6:34  |
| Sans décision | Kazuo Misaki       | No Contest (resultat annulé)       | Yarennoka! - New Years Eve 2007         | 12/31/07 | 1     | 7:48  |
| Victoire      | Denis Kang         | KO (poings)                        | K-1 - OLYMPIA HERO'S 2007 in KOREA      | 10/28/07 | 1     | 4:45  |
| Sans décision | Kazushi Sakuraba   | No Contest, disqualifié            | K-1 - Premium 2006 Dynamite!!           | 12/31/06 | 1     | 5:37  |
| Victoire      | Melvin Manhoef     | Soumission (clé de bras)           | K-1 - Hero's 7                          | 10/09/06 | 1     | 1:58  |
| Victoire      | Kestutis Smirnovas | TKO (coups)                        | K-1 - Hero's 7                          | 10/09/06 | 1     | 3:01  |
| Victoire      | Taiei Kin          | Soumission technique (Clé de bras) | K-1 - Hero's 6                          | 08/05/06 | 1     | 2:01  |
| Victoire      | Katsuhiko Nagata   | KO (Coup de pied)                  | K-1 - Hero's 5                          | 05/03/06 | 2     | 2:25  |
| Victoire      | Tokimitsu Ishizawa | Soumission (Gi Choke)              | K-1 - Hero's 4                          | 03/15/06 | 2     | 1:41  |
| Victoire      | Masakatsu Okuda    | TKO (Slam et frappes)              | K-1 - Seoul Hero's                      | 11/05/05 | 1     | 3:31  |
| Victoire      | Michael Lerma      | TKO (Poings)                       | K-1 - World Max 2005                    | 10/12/05 | 1     | 2:47  |
| Victoire      | Carl Toomey        | Soumission (Clé de bras)           | K-1 - Hero's 2                          | 07/06/05 | 1     | 0:59  |
| Défaite       | Jerome LeBanner    | KO (Coup de genou)                 | K-1 - Hero's 1                          | 03/26/05 | 1     | 2:24  |
| Victoire      | Francois Botha     | Soumission (Clé de bras)           | K-1 - Premium 2004 Dynamite!!           | 12/31/04 | 1     | 1:54  |